# Stazione di Falkenberg (Mark)
La stazione di Falkenberg (Mark) è una stazione ferroviaria tedesca, posta sulla linea Eberswalde-Francoforte sull'Oder. Serve il centro abitato di Falkenberg.